# Panicum torridum
Panicum torridum là một loài thực vật có hoa trong họ Hòa thảo. Loài này được Gaudich. mô tả khoa học đầu tiên năm 1829.

## Hình ảnh

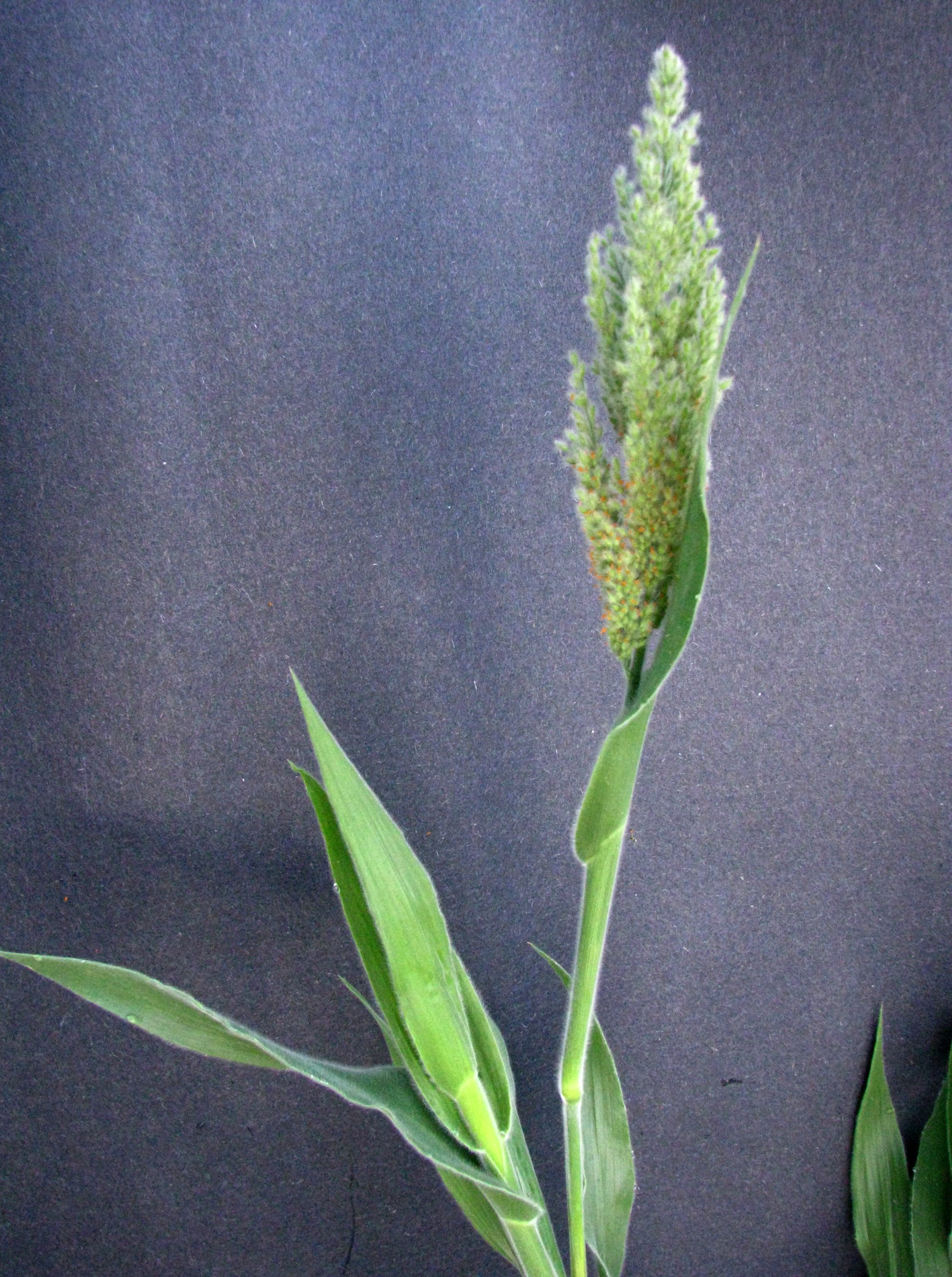
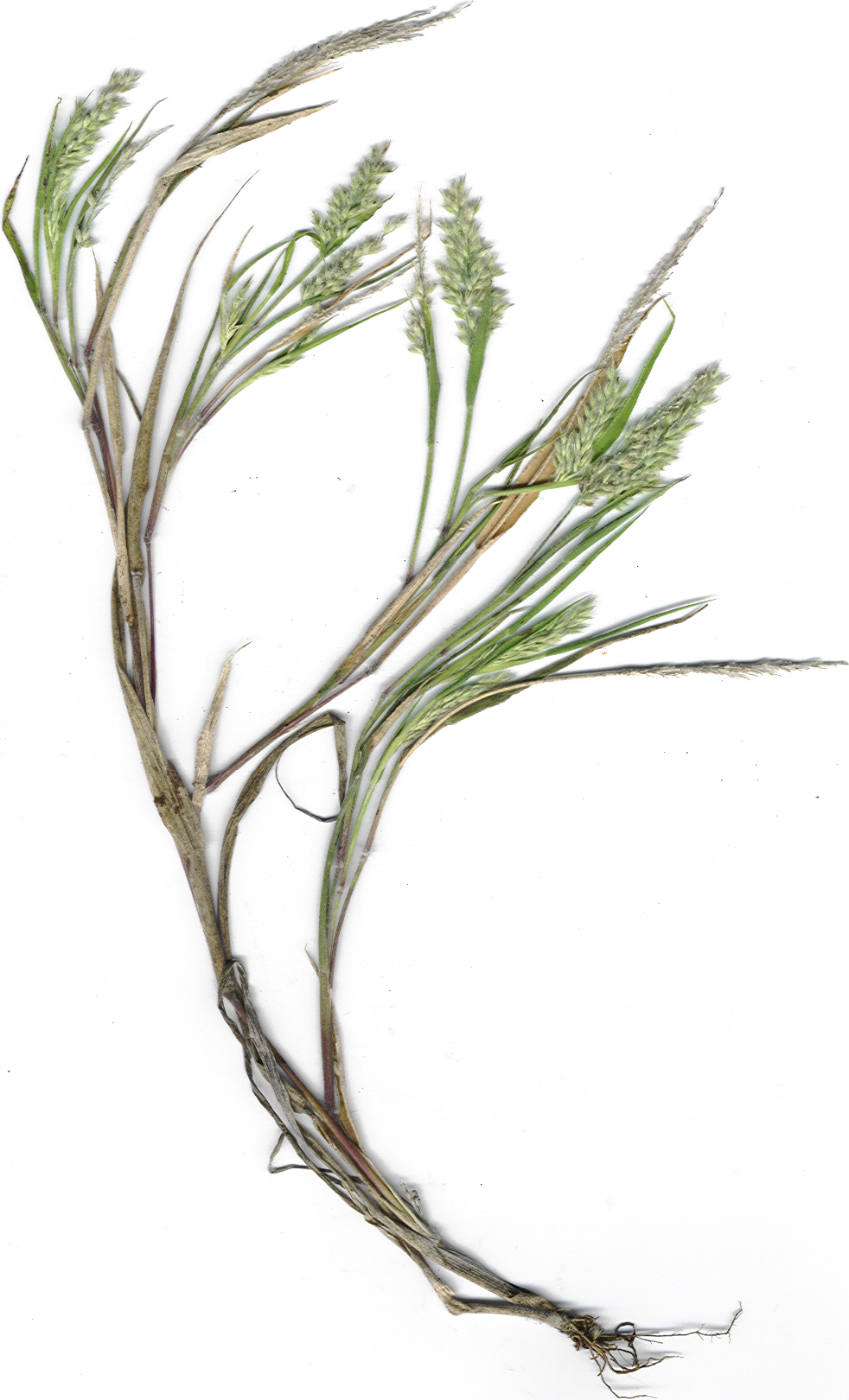
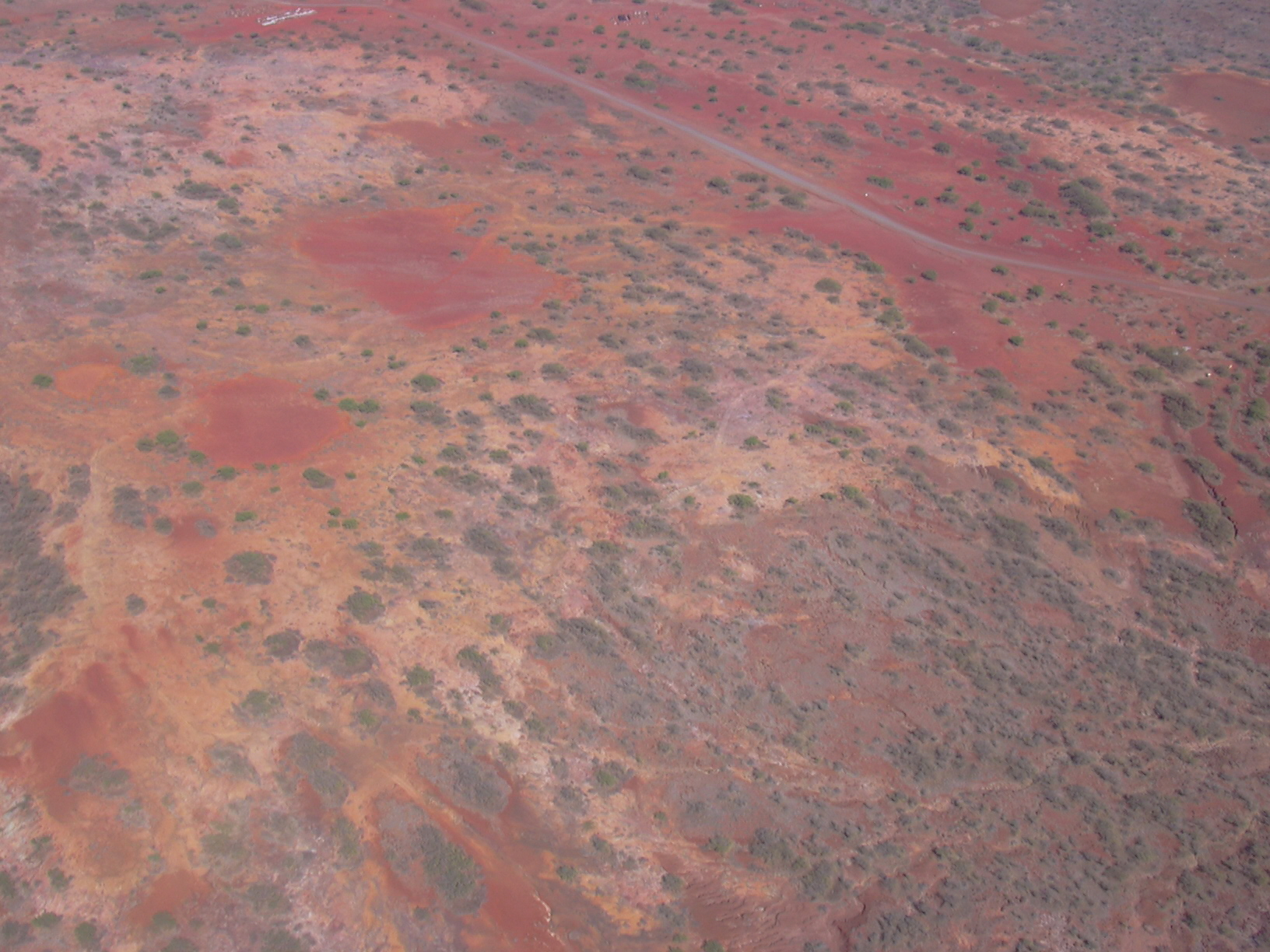
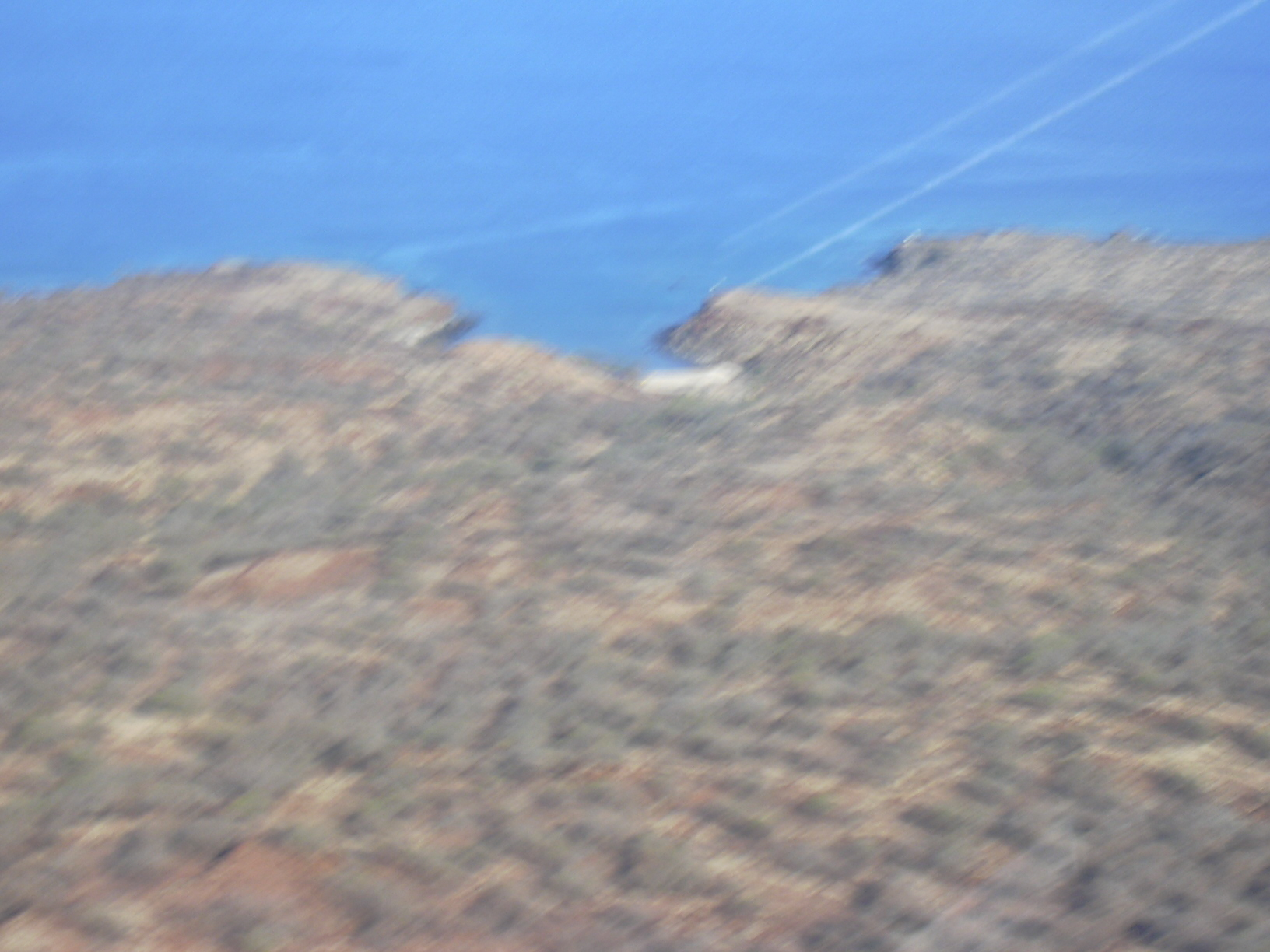